# طفل الكلمة (رواية)
طفل الكلمة (بالإنجليزية: A Word Child)‏ هي رواية للكاتبة البريطانية آيريس مردوك، نشرت عام 1975، لأول مرة عن دار نشر تشاتو آند ويندوس.